# 甲斐公博
甲斐 公博（かい きみひろ、1990年5月16日 - ）は、熊本県出身の元アマチュアサッカー選手。ポジションは、ディフェンダー。

## 来歴
小学校2年で本格的にサッカーを始める。中学校を卒業後、地元の熊本県を離れ横浜F・マリノスユースに入団。
中学校時代から各年代の日本代表に選出され、AFC U-17選手権2006では優勝を経験。翌年行われた2007 FIFA U-17ワールドカップのU-17日本代表メンバーにも選ばれ、グループリーグ第2戦ナイジェリア戦に先発フル出場した。
高校卒業後はトップチームへの昇格はせず、慶應義塾大学へ進学した。

## 所属クラブ
- アルバランシア熊本U-12
- FCK MARRY GOLD KUMAMOTO 光の森
- 2006年 - 2008年 横浜F・マリノスユース（日本大学高等学校）
  - 2008年 横浜F・マリノス（2種登録選手）
- 2009年 - 2012年 慶應義塾大学

## 個人成績
| 国内大会個人成績 | 国内大会個人成績 | 国内大会個人成績 | 国内大会個人成績 | 国内大会個人成績 | 国内大会個人成績 | 国内大会個人成績 | 国内大会個人成績 | 国内大会個人成績 | 国内大会個人成績 | 国内大会個人成績 | 国内大会個人成績 |
| 年度             | クラブ           | 背番号           | リーグ           | リーグ戦         | リーグ戦         | リーグ杯         | リーグ杯         | オープン杯       | オープン杯       | 期間通算         | 期間通算         |
| 年度             | クラブ           | 背番号           | リーグ           | 出場             | 得点             | 出場             | 得点             | 出場             | 得点             | 出場             | 得点             |
| 日本             | 日本             | 日本             | 日本             | リーグ戦         | リーグ戦         | リーグ杯         | リーグ杯         | 天皇杯           | 天皇杯           | 期間通算         | 期間通算         |
| ---------------- | ---------------- | ---------------- | ---------------- | ---------------- | ---------------- | ---------------- | ---------------- | ---------------- | ---------------- | ---------------- | ---------------- |
| 2008             | 横浜FM           | -                | J1               | 0                | 0                | 0                | 0                | 0                | 0                | 0                | 0                |
| 通算             | 日本             | 日本             | J1               | 0                | 0                | 0                | 0                | 0                | 0                | 0                | 0                |
| 総通算           | 総通算           | 総通算           | 総通算           | 0                | 0                | 0                | 0                | 0                | 0                | 0                | 0                |

- 2008年は2種登録選手

## 代表歴
- U-15日本代表
  - AFC U-17選手権2006 (予選)
- U-16日本代表
  - AFC U-17選手権2006
- U-17日本代表
  - 2007 FIFA U-17ワールドカップ